# Catalina, Covasna
Catalina (în maghiară Szentkatolna) este satul de reședință al comunei cu același nume din județul Covasna, Transilvania, România. Se află în partea de est a județului,  în Depresiunea Târgu Secuiesc.
Biserică reformată fortificată din sec XV.

## Personalități
- Vasile Luca (născut Luka László), (1898 - 1963), activist comunist condamnat și reabilitat